# بوكا تشيكا
بوكا تشيكا هي بلدية تقع في جمهورية الدومينيكان، بلغ عدد سكانها 123،510 نسمة.